# Taxon
« Taxa » redirige ici. Pour les autres significations, voir Taxa (homonymie).

Les taxons sont des entités nommées, constituées d'organismes vivants regroupés et identifiés par la taxonomie : 1-Règne 2-Embranchement 3-Classe 4-Ordre 5-Famille 6-Genre 7-Espèce.

Un taxon /tak.sɔ̃/ est une entité conceptuelle qui regroupe tous les organismes vivants possédant en commun certains caractères taxinomiques ou diagnostiques bien définis. Le terme dérive du terme taxonomie par troncation, et non directement du grec τάξις / táxis, « placement », « mise en ordre ».
L'espèce constitue le taxon de base de la classification systématique. Plus le rang du taxon est élevé et plus le degré de ressemblance des individus concernés est faible, c'est-à-dire plus le nombre de caractères que des plantes, animaux, champignons, bactéries ou chromistes ont en commun entre eux est faible, et inversement.
Dans les classifications linnéennes, les caractères d'un taxon sont réputés homogènes en fonction de leur rang taxinomique, leur valeur taxinomique relative étant laissée à l'appréciation de l'expertise des systématiciens.
Dans les classifications phylogénétiques cladistes, la notion de taxon fusionne peu ou prou avec celle de clade, ce qui a pour conséquence de supprimer les taxons paraphylétiques, c'est-à-dire ceux qui n'incluent pas la totalité des descendants d'un dernier ancêtre commun (comme les reptiles, dont descendent les oiseaux). Au contraire, dans les classifications évolutionnistes la notion de taxon se superpose plus ou moins à celle de grade évolutif, reconnaissant ainsi dans ceux-ci des étapes plus ou moins importantes de l'histoire évolutive,,.

## Taxon, taxonomie et taxinomie
Le terme taxonomie ne dérive pas du mot taxon, car ce dernier est un concept apparu bien plus récemment : Augustin Pyrame de Candolle aurait forgé le terme taxonomie en 1813 (corrigé plus tard par le Littré en taxinomie selon l'étymon grec taxis), tandis qu'un autre botaniste, Herman Johannes Lam, a créé le mot taxon en 1948. Ainsi, la taxonomie n'est pas l'étude des taxons mais bien les lois sur l'ordre, donc les règles de la classification.
En 1962, l'Académie des sciences adopte l'orthographe taxum (au pluriel taxums) pour désigner une unité systématique.
Les formes courantes « taxon » ou « taxum », au singulier, « taxons », « taxums » ou « taxa » au pluriel, sont mentionnées dans des dictionnaires français.
Toutefois, Le Petit Larousse n'indique pas « taxons » comme pluriel de « taxon » ou « taxum ». Les anglophones utilisent un pluriel latinisant « taxa » alors que le pluriel grec correct de τάξις / táxis serait τάξεις / táxeis.
Le pluriel « taxa » est préféré à « taxons » par certains botanistes.
La graphie « taxin », qui serait pourtant plus conforme à l'étymon, est extrêmement rare. On ne la retrouve que chez quelques spécialistes en entomologie ou en phytosociologie.

## Définition systématique
Le terme allemand Taxon a été proposé en biologie théorique par le philosophe de la nature Adolf Meyer en 1926 et repris taxon, sur le plan international en anglais, par le botaniste hollandais Lam en 1948.
En ayant en mémoire le concept de Meyer (1926), qu'il avait utilisé en 1936 pour référencer l'usage de l'expression « unité taxonomique » dans un article scientifique promouvant la phylogénétique, Lam a forgé le mot taxon dans le sens de « groupe taxonomique » lors du congrès scientifique organisé par l'Union internationale des sciences biologiques à Utrecht en juin 1948.
Après avoir été officiellement adopté par le VIIe Congrès international de botanique de Stockholm en juillet 1950, et avoir donné le nom en septembre 1951 à une nouvelle revue scientifique Taxon consacrée à la systématique (en particulier celle des végétaux), le terme est devenu courant dans les années 1950.
En ce qui concerne la systématique des animaux, le terme ne figure pas dans la Classification des Mammifères de Simpson (1945), achevée antérieurement, mais est utilisé à la place de « catégorie taxonomique » dans l'ouvrage de Mayr, Linsley et Usinger (1953),.
Selon Simpson (1961), un taxon est un groupe d'organismes réels reconnus comme une unité formelle à tous les niveaux d'une classification hiérarchique.
Selon Mayr (1970), un taxon est un groupe taxonomique d'un rang qui est suffisamment distinct pour être digne d'être affecté à une catégorie déterminée.
On voit donc, conformément aux définitions devenues classiques de Simpson et de Mayr, qu'un taxon est un ensemble d'individus réels, et non un regroupement d'entités purement théoriques. Le regroupement est constitué d'une population d'organismes spécifiés possédant des caractères naturels en commun. Exemple : le taxon (la sous-espèce) désigné(e) sous le nom Canis lupus familiaris englobe la totalité des chiens domestiques.

## Définition nomenclaturale
En nomenclature traditionnelle (régie par les Codes de nomenclature), un taxon est :
- défini par sa circonscription, fondée sur une information scientifique ou encore taxonomique, notamment les caractères qui le distinguent de ses proches parents. Cette information peut être de toute nature : morphologique (anatomique), biomoléculaire, biochimique, génétique, comportements culturaux, etc.
- identifié par son nom correct (nom valide sanctionné, au détriment des synonymes). C'est une information essentiellement nomenclaturale, relevant des codes internationaux de nomenclature propres à chaque discipline : Code international de nomenclature bactérienne[23], Code international de nomenclature botanique[24], Code international de nomenclature zoologique[25].

## Journal scientifique
Taxon (en) est aussi le nom du journal édité depuis 1951 par l'IAPT (International Association for Plant Taxonomy, « Association internationale pour la taxonomie des plantes (en) »).